# George Lazenby
George Robert Lazenby (Camberra, 5 de setembro de 1939) é um ator australiano, famoso por atuar como o agente James Bond nos cinemas apenas em On Her Majesty's Secret Service (A Serviço Secreto de Sua Majestade, no Brasil).
Antes de ser James Bond, Lazenby era um vendedor de carros, que fazia serviços ocasionais como modelo, tendo sido ainda conhecido como nadador profissional. Suas experiências como ator se resumiram a uma aparição num obscuro longa-metragem italiano desconhecido, além de algumas aparições rápidas em comerciais de televisão.
Lazenby foi escolhido para ser 007 após um encontro ocasional na rua com o produtor Albert R. Broccoli, que o convidou para fazer um entrevista e testes de cena. Antes mesmo de On Her Majesty's Secret Service estrear nos cinemas, o ator recusou a seqüência, Diamonds Are Forever (BR/PT: 007 - Os Diamantes São Eternos), alegando que o herói seria um anacronismo, em plena era de Woodstock, embora haja outra versão que diz que o contrato de sete filmes (com 14 páginas) era exigente demais, e ele também queria tentar outros papéis. Mas, segundo os produtores originais, eles próprios se desentenderam com o ator, e também não gostaram muito da bilheteria final do filme (007 A Serviço Secreto de Sua Majestade custou 7 milhões de dólares e rendeu 87 milhões de dólares). Mas, o problema não foi o ator, o filme era longo demais, e o final do filme também foi reprovado.
Apesar de a crítica ter reprovado a atuação de Lazenby (que, segundo muitos fãs mais atentos, foi um dos melhores atores a assumir o papel), o filme também foi bastante elogiado pela crítica, que também destacou a atriz britânica Diana Rigg (a bond girl Tracy Bond, sua esposa na tela) e as cenas de luta, sem esquecer o roteiro e todo o resto. 
Após sua única participação na série, Lazenby teve uma carreira razoavelmente bem-sucedida na televisão, embora tivesse perdido o status de astro famoso. Como curiosidade, Lazenby foi o primeiro ator a realmente dizer a frase "Meu nome é Bond, James Bond"; nos filmes anteriores de Sean Connery apenas havia sido dito "Bond, James Bond".

## Filmografia selecionada
- On Her Majesty's Secret Service (BR: 007 A Serviço Secreto de Sua Majestade/PT: 007 - Ao Serviço de Sua Majestade) (1969)
- Universal Soldier (BR/PT: Soldado Universal) (1971)
- Life and Legend of Bruce Lee (1973) (BR/PT: A Vida e a Lenda de Bruce Lee) (imagens de arquivo)
- The Last Days of Bruce Lee (BR/PT: Os Últimos Dias de Bruce Lee) (1973)
- The Shrine of Ultimate Bliss (1974)
- The Man From Hong Kong (Título alternativo): The Dragon Flies) (BR/PT: O Homem de Hong Kong) (1975)
- A Queen's Ransom (1976)
- The Kentucky Fried Movie (1977)
- Bruce Lee, The Legend (BR/PT: Bruce Lee, a Lenda) (1977)
- Jogo da Morte (1978) (imagens de luta de arquivo)
- Death Dimension (BR: Dimensão da Morte/PT:???) (Título alternativo: Black Eliminator) (Título alternativo): Freeze Bomb) 1978)
- Saint Jack (BR: Jack, o Santo/PT:???) (1979)
- The Nude Bomb (1980) - aparição rápida como James Bond
- General Hospital (1982) (Série de TV)
- The Return of the Man from U.N.C.L.E. (BR: O Retorno do Espião da U.N.C.L.E./PT:???) (1983) (filme feito para a TV) - como a personagem de Bond "JB"
- Master Ninja (BR/PT: Mestre Ninja) (1984)
- Never Too Young to Die (BR: Nunca se é Jovem Demais Para Morrer/PT:???) (1986)
- Superboy (1988) (série de TV) - papel recorrente de Jor-El
- The Evil Inside (1992)
- Emmanuelle's Secret (1992)
- Emmanuelle's Revenge (1992)
- Emmanuelle's Perfume (1992)
- Emmanuelle's Magic (1992)
- Gettysburg (1993)
- YuYu Hakusho: Eizo Hakusho (1993) (voz)
- Emmanuelle's Love (1993)
- Emmanuelle in Venice (1993)
- Emmanuelle Forever (1993)
- Twin Sitters (BR: Duas babás nada perfeitas) (1994)
- Batman Beyond (título europeu: Batman of the Future) (BR/PT: Batman do Futuro (1999) (Série de TV animada) - papel recorrente do rei (voz)
- Batman Beyond: The Movie (BR/PT: Batman do Futuro - O Filme) (1999) (Filme feito para a TV) (voz)
- The Pretender (1999–2000) (série de TV) - papel recorrente do Major Charles, pai do herói Jarod)
- Four Dogs Playing Poker (BR: Na Mira do Inimigo/PT:???) (2000)
- Spider's Web (BR/PT: A Teia da Aranha) (2001)
- YuYu Hakusho: Ghost Files (2002) (Série de TV) (voz)
- Winter Break (Título alternativo: Sheer Bliss) (2003)